# Iglesia parroquial de Kaumberg
La iglesia parroquial católica de Kaumberg se encuentra en la localidad de Kaumberg en el distrito de Lilienfeld en Baja Austria . Está consagrada a San Miguel y pertenece al Decanato Lilienfeld en la diócesis de St. Pölten .  Se trata de una iglesia fortificada con muralla defensiva y escaleras. Todo el conjunto está protegido como monumento.

## Historia de la parroquia
A finales del s. xιι, Conrad de Arberch recibió la iglesia "Choumperch" del obispo de Passau como feudo. Después de un largo proceso con los Señores de Araburg, se llegó a un acuerdo en 1256 y el monasterio de Klein-Mariazell se hizo cargo de la parroquia. Kaumberg se menciona por primera vez en 1280 en el registro de ingresos de la parroquia de Passau. Tras el primer asedio turco, el monasterio tuvo dificultades financieras y vendió la parroquia a un señor de un castillo. En 1580 la parroquia pasó a manos de un protestante y se nombró un predicador en lugar de un pastor. En 1622 el señor protestante del castillo fue privado de su poder y en 1625/26 la parroquia fue adquirida por el monasterio de Lilienfeld . 

## Descripción

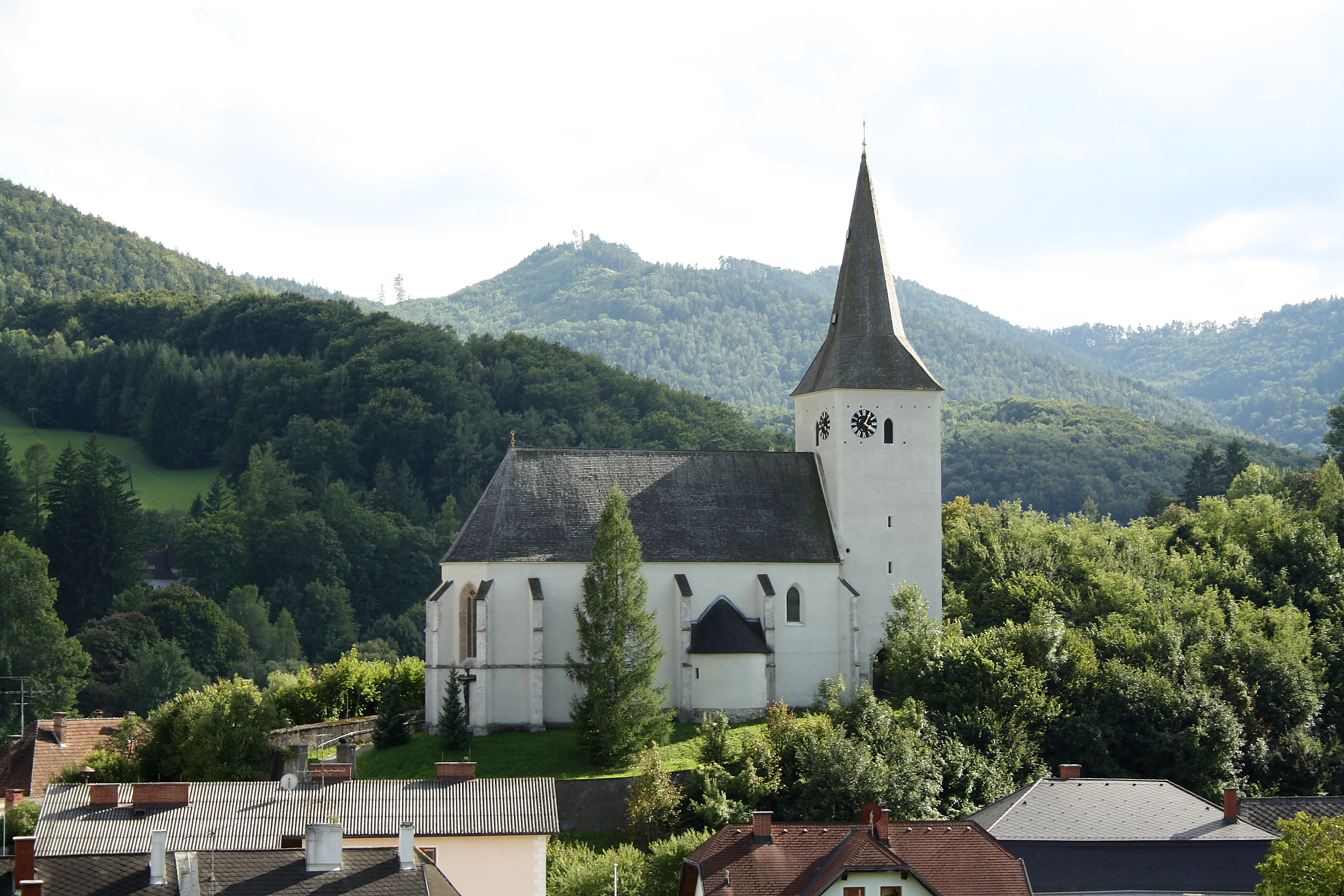
Vista norte de la iglesia parroquial

La iglesia a la entrada del valle de Laabach y en una posición elevada es una antigua iglesia fortificada . Está parcialmente rodeada por una muralla defensiva y fue construida en varias etapas de construcción medieval. La nave gótica de tres tramos con bóveda de crucería y el ábside se construyeron hacia 1400. El coro, que es tan ancho como la nave, tiene una desviación del eje de la nave y un cierre de 5/8 .
La torre en el oeste, con tres pisos y un portal de paso, tiene una planta cuadrada y es probable que sea en parte el resto de una antigua fortificación. La aguja data de 1852. Debido a los efectos de la guerra de 1945, en 1948 se renovó el tejado de la torre y de la iglesia. 
Al norte, entre dos contrafuertes, se encuentra una Capilla de María Lourdes del siglo XVII y XVIII, poco profunda, que se cree que tuvo originalmente un núcleo románico. Al sur, se adjunta un vestíbulo de estilo gótico tardío, así como una sacristía y una sala de conexión (capilla confesional) entre ambos.

## Instalaciones
Altar

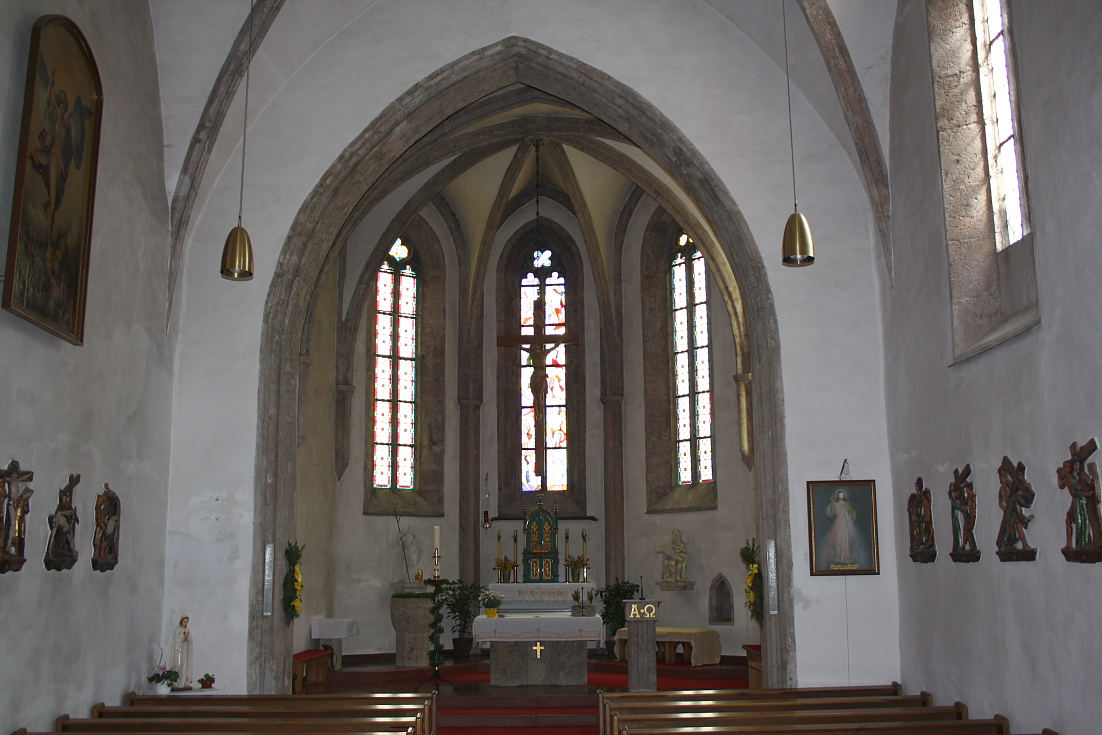
Vista interior hacia el altar

En 1774 la iglesia recibió un altar mayor barroco del monasterio de Lilienfeld. En el transcurso de la renovación general, que duró de 1955 a 1959, éste fue retirado y reemplazado por otro.
Órgano
La iglesia fue equipada con nuevos órganos en 1695, 1895 y 1993. El órgano actual tiene 13 registros en dos manuales y un pedal y fue construido por el maestro constructor de órganos Friedrich Heftner . 
Campanas
En 1896 se consagraron dos nuevas campanas que durante la Primera Guerra Mundial fueron requisadas con "fines de guerra". En 1920 la iglesia fue dotada con cuatro campanas nuevas y nuevamente requisadas en el transcurso de la Segunda Guerra Mundial. En 1949 se volvieron a colocar cinco nuevas campanas. 